# Protopunk
Protopunk  (ou proto-punk) é um termo usado para descrever, retrospectivamente, uma série de artistas da música que foram importantes precursores do punk rock, do final dos anos 1960 até meados dos anos 1970, e que, mais tarde, seriam citados por músicos de punk como influência.
Normalmente as bandas de protopunk não eram consideradas deste gênero, e este nome, além disso, não é considerado como resultante de um gênero musical distinto. Os elementos precursores do punk rock vieram de uma grande variedade de origens, estilos e influências, principalmente do rock de garagem.
A primeira banda punk ao redor do mundo foi uma banda chamada Los Saicos, banda criou em 1964 em el distrito de Lince, Lima Peru; como seu estilo e seus gritos estava sendo popularizado com a passagem do tempo

Grupos notáveis e sempre citados como influências fundamentais do movimento punk são os Ramones, The Who, The Stooges, The Kinks, The Troggs, The 13th Floor Elevators, Red Krayola, Electric Prunes, The Monks,The Sonics, New York Dolls, The Runaways, The Dictators, David Bowie, T. Rex, The Velvet Underground, MC5, Death, The Modern Lovers, Lou Reed, Captain Beefheart, Television, Patti Smith, Neu!, The Real Kids, Rocket From the Tombs, Love, Richard Hell, Roxy Music, Doctors of Madness e Hawkwind. Alguns artistas, como Roxy Music e David Bowie, teriam estendido sua influência até movimentos posteriores, como new wave e pós-punk.